# Pantarbes pusio
Pantarbes pusio är en tvåvingeart som beskrevs av Osten Sacken 1887. Pantarbes pusio ingår i släktet Pantarbes och familjen svävflugor. Inga underarter finns listade i Catalogue of Life.